# Aphnaeus elima
Aphnaeus elima är en fjärilsart som beskrevs av Moore 1877. Aphnaeus elima ingår i släktet Aphnaeus och familjen juvelvingar. Inga underarter finns listade i Catalogue of Life.